# Sterlinghillite
La sterlinghillite è un minerale.